# Бендзехув
Бендзехув (пол. Będziechów) — село в Польщі, у гміні Кавенчин Турецького повіту Великопольського воєводства.
Населення — 295 осіб (2011).
У 1975-1998 роках село належало до Конінського воєводства.

## Демографія
Демографічна структура станом на 31 березня 2011 року:
|          | Загалом | Допрацездатний вік | Працездатний вік | Постпрацездатний вік |
| -------- | ------- | ------------------ | ---------------- | -------------------- |
| Чоловіки | 144     | 35                 | 91               | 18                   |
| Жінки    | 151     | 42                 | 75               | 34                   |
| Разом    | 295     | 77                 | 166              | 52                   |